# Civil Parish
Civil Parishes (englisch für „Gemeinden“) sind die untersten kommunalen Verwaltungseinheiten im Vereinigten Königreich, die in Großbritannien heutzutage allerdings nicht mehr die Bedeutung einer Gemeinde in Deutschland haben, sondern wie die Grafschaften in die „einheitliche Verwaltungsbehörde“ (Unitary Authority) bzw. Non-Metropolitan Counties und Districts aufgegangen sind. Sie haben ihren Ursprung von den Kirchengemeinden aus der Zeit vor der Säkularisierung, deren Grenzen haben sich durch Gebietsreformen im Laufe der Zeit jedoch stark verschoben. In der Republik Irland und in Nordirland werden die Civil Parishes noch weiter in Townlands untergliedert, z. B. Rathlin.

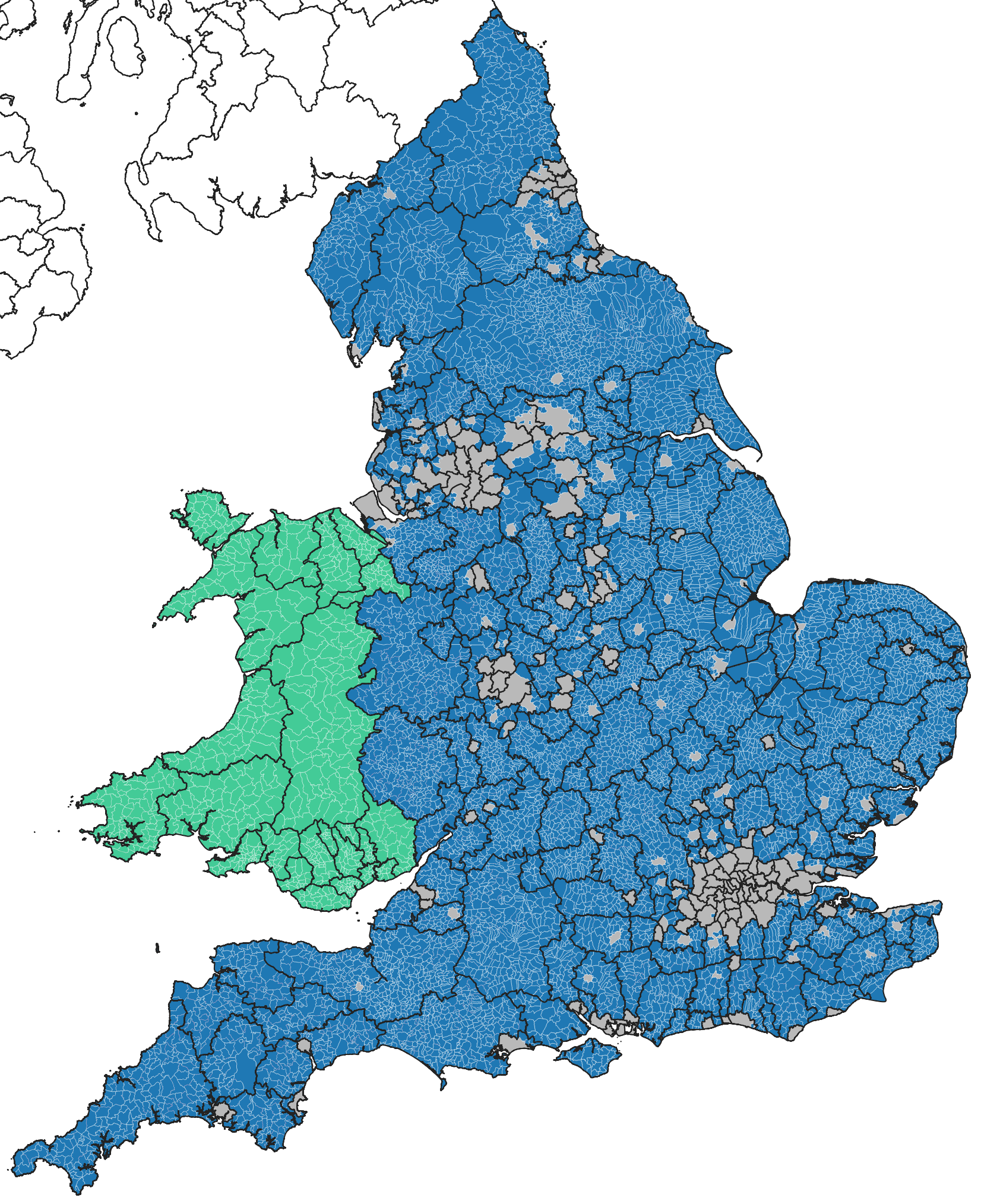
Civil Parishes in England (blau) und Wales (grün)

In England und Wales gibt es (gewöhnlich innerhalb von großen Städten) noch sogenannte unparished areas, also Gebiete, die nicht einem Civil Parish angehören und keine eigene Verwaltungseinheit bilden, z. B. Lundy. Civil Parishes in Irland haben keine administrative Funktion und dienen lediglich als Kataster-Einheiten, ebenso wie die Townlands auf der untersten Gliederungsebene.

## England
Durch den Local Government Act 1972 wurden am 1. April 1974 alle seit 1894 bestehenden Civil Parishes aufgelöst und durch neue ersetzt. Seitdem bilden sie nach den Grafschaften und Bezirken (Districts bzw. Boroughs) die unterste Verwaltungseinheit in England. 

## Wales
Durch den Local Government Act 1972 wurden am 1. April 1974 alle bestehenden Civil Parishes aufgelöst und durch sogenannte communities (walisisch cymunedau) ersetzt. Sie bilden seitdem das Gegenstück zu den englischen Civil Parishes.

## Schottland
In Schottland wurden im Zuge einer 1929 beschlossenen Verwaltungsreform die den Parishes zugewiesenen Aufgaben auf eine höhere Ebene verlagert, die gewählten Leitungsgremien aufgelöst. Fortan dienten sie nur noch verwaltungsinternen Zwecken, 1975 wurden die Parishes endgültig abgeschafft. Die zugleich eingeführten Community Council Areas sind ihre Nachfolger, haben aber eine deutlich schwächere Stellung. Als statistische Einheiten, etwa bei Volkszählungen, sind sie noch in Gebrauch.

## Irland
In Irland entsprachen die Civil Parishes (irisch paróistí sibhialta) ursprünglich jenen der Church of Ireland. Die Grenzen der Kirchengemeinden änderten sich durch den Irish Church Disestablishment Act 1869, die staatlichen Gemeinden blieben davon jedoch unbeeinflusst. Die Gemeinden der Römisch-katholischen Kirche standen zu keiner Zeit in Beziehung zu den staatlichen Gemeinden.
Die Civil Parishes hatten bei der Steuererhebung eine gewisse Bedeutung und wurden im 19. Jahrhundert in die Landkarten des irischen Vermessungsamtes (Ordnance Survey Ireland) eingetragen. In Irland werden die Civil Parishes noch weiter in Townlands untergliedert.